# Louis van den Steen de Jehay
Pour les autres membres de la famille, voir Famille van den Steen.
Louis Charles Herman van den Steen de Jehay, né à château de Losange (Liège) le 15 février 1812 et mort à Maffe le 17 juillet 1864, est un homme politique belge.

## Titres et fonctions
- comte de Jehay.
- Conseiller provincial de Liège en 1838-1839 ;
- Membre de la Chambre des représentants de Belgique par l'arrondissement de Huy (1839-1848).
- chevalier de l'ordre de Léopold.

## Famille
Il est le fils de Amand-Ch.-H.-J. van den Steen de Jehay.
Il épousa le 7 mars 1859 au château de Mianoye, Alix Mélanie Célestine (v. 1828 - Gênes 26 mars 1859), comtesse de Gourcy Serainchamps. Il est inhumé dans le caveau de la famille à Jehay ; elle est placée à ses côtés  le 2 avril 1859.
Le couple a un enfant unique Werner van den Steen de Jehay (Gand, 11 juillet 1854 - Rome, 1er octobre 1934).

## Sources
- J.-L. De Paepe, Ch. Rainndorf-Gérard, Le Parlement belge 1831-1894 : données biographiques, Bruxelles, Commission de la biographie nationale, 1996, p. 563.
- Van den Steen Louis, biographie et interventions, en ligne

- Ressource relative à plusieurs domaines :   - ODIS